# Koper(II)acetaat
Koper(II)acetaat of koper(II)ethanoaat is een koperzout van azijnzuur, met als brutoformule Cu(CH3COO)2. De stof komt voor als donkerblauwe hygroscopische kristallen, die matig tot goed oplosbaar zijn in water.
Koper(II)acetaat komt in de natuur voor als het zeer zeldzame mineraal hoganiet.

## Synthese
Koper(II)acetaat kan eenvoudig bereid worden door koper met azijnzuur te laten reageren, onder toevoeging van waterstofperoxide. Het zou ook zonder toevoeging van waterstofperoxide bereid kunnen worden, maar in dat geval zou de reactie zeer lang duren (enkele maanden). Dit vanwege het feit dat het zwakke azijnzuur niet in staat is om koper in oplossing te brengen: daarvoor is een sterke oxidator nodig.

## Eigenschappen
Koper(II)acetaat ontleedt bij hoge temperaturen tot onder andere koper(II)oxide. Wanneer het uit een waterige oplossing omgekristalliseerd wordt, ontstaat het monohydraat. Dit monohydraat lost goed op in water en ethanol. Bij verhitting tot 100°C worden de watervrije kristallen verkregen.
Oplossingen van koper(II)acetaat zijn heel zwak basisch door aanwezigheid van het acetaat-ion.

## Toepassingen
Koper(II)acetaat wordt hoofdzakelijk gebruikt als kleurstof. Daarnaast wordt het soms in vuurwerk toegepast om de vlam te kleuren.

## Toxicologie en veiligheid
Koper(II)acetaat is schadelijk voor de gezondheid en kan irritatie aan de huid, ogen en de luchtwegen veroorzaken. Bij inslikken ontstaat kans op misselijkheid, braken en diarree.